# Condición de frontera de Cauchy
En matemática, las condiciones de frontera de Cauchy en ecuaciones diferenciales ordinarias o en ecuaciones diferenciales parciales imponen valores específicos a la solución de una ecuación diferencial que se toma de la frontera del dominio y de la derivada normal a la frontera. Esto es igual a imponer dos tipos de condiciones: la condición de frontera de Dirichlet y la condición de frontera de Neumann. Su nombre hace honor al prolífero matemático francés del siglo XIX Augustin Louis Cauchy.
Las condiciones de Cauchy son también llamadas condiciones de valor inicial o valores iniciales o simplemente valores de Cauchy. 

## Descripción
Las condiciones de frontera de Cauchy pueden ser entendidas desde la teoría de ecuaciones diferenciales ordinarias de segundo orden donde se tiene una solución particular que especifica el valor de la función y el valor de la derivada tomando valores iniciales o puntos de frontera, así por ejemplo:
{\displaystyle {\begin{cases}y(a)=\alpha \\y'(a)=\beta \end{cases}}}
donde {\displaystyle a\ } es la frontera o punto inicial.
Las condiciones de frontera de Cauchy son una generalización de estos tipos de condiciones. Las derivadas parciales pueden ser escritas de una forma más simple de la siguiente:
{\displaystyle u_{x}={\partial u \over \partial x}\ }
{\displaystyle u_{xy}={\partial ^{2}u \over \partial y\,\partial x}\ }
Definamos una ecuación diferencial parcial de segundo orden:
{\displaystyle \psi _{xx}+\psi _{yy}=\psi (x,y)\ }
Tenemos un dominio de dos dimensiones cuya frontera es una línea, que puede ser descrita por las siguientes ecuaciones paramétricas:
{\displaystyle x=\xi (s)\ }
{\displaystyle y=\eta (s)\ }
así, de manera similar que en las ecuaciones diferenciales ordinarias de segundo orden, necesitamos ahora conocer el valor de la función en la frontera y su derivada normal a esta para hallar la solución de la ecuación diferencial parcial, es decir, que:
{\displaystyle {\begin{cases}\psi (s)\\{\frac {d\psi }{dn}}(s)=\mathbf {n} \cdot \nabla \psi \end{cases}}}
sean especificados en cada punto de la frontera en el dominio dado por la ecuación diferencial parcial, donde {\displaystyle \nabla \psi (s)\,} es el gradiente de la función. Se dice a veces que esas condiciones de frontera de Cauchy son una media ponderada de la imposición de las condiciones de frontera de Dirichlet y las condiciones de frontera de Neumann. Esto no debe confundirse con la estadística de objetos tales como la media ponderada, la media geométrica ponderada o la media armónica ponderada, ya que ninguna de estas fórmulas se utilizan en la imposición de las condiciones de frontera de Cauchy. Por el contrario, el término media ponderada significa que durante el análisis de un determinado problema de valor de frontera, se debe tener en cuenta toda la información disponible para su buen planteado y posterior solución satisfactoria.
Dado que el parámetro {\displaystyle s\ } es por lo general el tiempo, las condiciones de Cauchy también pueden ser llamadas condiciones de valor inicial o valores iniciales o simplemente valores de Cauchy.
Observe que si bien las condiciones de frontera de Cauchy implican tener tanto las condiciones de frontera de Dirichlet como las de Neumann, que no es lo mismo del todo que tener una condición de frontera de Robin o de impedancia. Una mezcla entre las condiciones de frontera de Dirichlet y Neumann está dada por
{\displaystyle \alpha (s)\psi (s)+\beta (s){\frac {d\psi }{dn}}(s)=f(s)\ }
donde se entiende que {\displaystyle \alpha (s)\ }, {\displaystyle \beta (s)\ }, y {\displaystyle f(s)\ } deben darse en la frontera (esto contrasta con el término condiciones de frontera mixtas, que es generalmente usado para referirse a condiciones de frontera de tipos diferentes en subgrupos distintos de frontera). En este caso la función y sus derivadas deben cumplir una condición dentro de la misma ecuación de la condición de frontera.

## Ejemplo
Definamos la ecuación del calor en un espacio bidimensional así:
{\displaystyle u_{t}=k\nabla ^{2}u\ }
donde {\displaystyle k\ } es la constante específica del material llamada conductividad térmica, y suponemos que tal ecuación está aplicada a una región {\displaystyle \ G}, que esta sobre el semidisco céntrico al origen del radio {\displaystyle \ a}. Suponemos también que la temperatura se acerca a cero en la porción de curva de la frontera, mientras que la porción delantera de la frontera es aislada, por ejemplo podemos definir las condiciones de frontera de Cauchy como
{\displaystyle u=0\ \forall (x,y)\in \{r=a,0\leq \theta \leq \pi \}\ }
y
{\displaystyle u_{y}=0,y=0\ }
Podemos separar las variables considerando que las funciones están compuestas por el producto de la parte espacial y la temporal
{\displaystyle u(x,y,t)=\phi (x,y)\psi (t)\ }
aplicando este producto a la ecuación original obtenemos
{\displaystyle \phi (x,y)\psi '(t)=k\phi ''(x,y)\psi (t)\ }
de dónde
{\displaystyle {\frac {\psi '(t)}{k\psi (t)}}={\frac {\phi ''(x,y)}{\phi (x,y)}}}
Donde el lado izquierdo depende solo de {\displaystyle t\ }, mientras que el lado derecho depende solo de {\displaystyle (x,y)\ }, de donde podemos concluir que ambos pueden ser iguales a una misma constante
{\displaystyle {\frac {\psi '(t)}{k\psi (t)}}=-\lambda ={\frac {\phi ''(x,y)}{\phi (x,y)}}}
Así tenemos ambas ecuaciones: la primera en variables espaciales
{\displaystyle \phi _{xx}+\phi _{yy}+\lambda \phi (x,y)=0\ }
y una segunda con la variable temporal
{\displaystyle \psi '(t)+\lambda k\psi (t)=0\ }
Una vez que se imponen las condiciones de frontera, la solución de la ecuación diferencial ordinaria en el tiempo es
{\displaystyle \psi (t)=Ae^{-\lambda kt}\ }
donde A es una constante que puede ser definida de las condiciones iniciales.
La parte espacial puede ser resuelta de nuevo por separación de variables, sustituyendo {\displaystyle \phi (x,y)=X(x)Y(y)\ } en la ecuación diferencial parcial y dividiendo por {\displaystyle X(x)Y(y)\ } de donde obtenemos luego de reorganizar los términos
{\displaystyle {\frac {Y''}{Y}}+\lambda =-{\frac {X''}{X}}}
así la parte izquierda depende solo de y la derecha depende solo de x, ambos lados pueden ser igual a una constante, denominada {\displaystyle \mu \ },
{\displaystyle {\frac {Y''}{Y}}+\lambda =-{\frac {X''}{X}}=\mu }
finalmente obtenemos un par de ecuaciones diferenciales ordinarias que se pueden imponer condiciones de frontera para definirlas.